# Schedocentrus differens
Schedocentrus differens är en insektsart som först beskrevs av Bolívar, I. 1881.  Schedocentrus differens ingår i släktet Schedocentrus och familjen vårtbitare. Inga underarter finns listade i Catalogue of Life.